# 山田未来
山田 未来（やまだ みく 1984年9月21日 - ）は、日本の元バスケットボール選手。静岡県静岡市出身。

## プロフィール
- 身長：161cm
- 体重：54kg
- 生年月日：1984年（昭和59年）9月21日
- 出身地：静岡県静岡市駿河区
- 血液型：A型
- ポジション：ガード
- 略歴:静岡市立中田小学校→常葉学園中→常葉学園高→シャンソン化粧品→三菱電機を経て、日本航空（JALラビッツ)に所属。
- JALラビッツ廃部とともに現役を引退後、クラブチーム・Waioliに所属(※所属は2012年3月現在)。

## 人物
- 中田小学校2年生のときに「静岡FAST」でミニバスケットボールを始める。静岡FASTにてバスケの才能を現し、6年生の時に、全国ミニバス準優勝。
- 常葉学園中学校の時に小学校時代のライバルであった三浦歩惟（みうらあい）と同級生となる。1年生のときに県大会準優勝。2年生のときに全国中学体育大会準優勝。3年生のときに全国中学体育大会でベスト8となる。
- 常葉学園高等学校の時には同じく高校進学した三浦歩惟や櫻田佳恵と3人でバスケットボール部を引っ張った。また、1年生からインターハイ出場など主力で活躍。
- 2002年、3年生のときに主将として各種全国大会に出場。 女王・桜花学園を東海地区予選決勝で連続撃破したうえで、「全国高等学校総合体育大会バスケットボール競技大会（インターハイ）」「よさこい高知国体(少年の部)」「全国高等学校バスケットボール選抜優勝大会（ウインターカップ）」の3冠を達成し、悲願の全国制覇を常葉学園にもたらした。（いずれも初優勝）
- 2003年、地元の強豪チーム、シャンソン化粧品（v-magic）に入社。リーグ優勝を経験
- 2005年、三菱電機（コアラーズ）に1年所属。
- 2006年、日本航空（JALラビッツ）に所属となった。
- 2011年、引退。常葉学園高等学校ＯＧを中心とした静岡県クラブチーム・Waioliに入部。
- 2012年、第38回全日本クラブ選手権にて3位入賞